# Hypsicera nelsonensis
Hypsicera nelsonensis är en stekelart som beskrevs av Berry 1990. Hypsicera nelsonensis ingår i släktet Hypsicera och familjen brokparasitsteklar. Inga underarter finns listade i Catalogue of Life.